# Stenogyne rugosa
Stenogyne rugosa är en kransblommig växtart som beskrevs av George Bentham. Stenogyne rugosa ingår i släktet Stenogyne och familjen kransblommiga växter. Inga underarter finns listade i Catalogue of Life.

## Bildgalleri

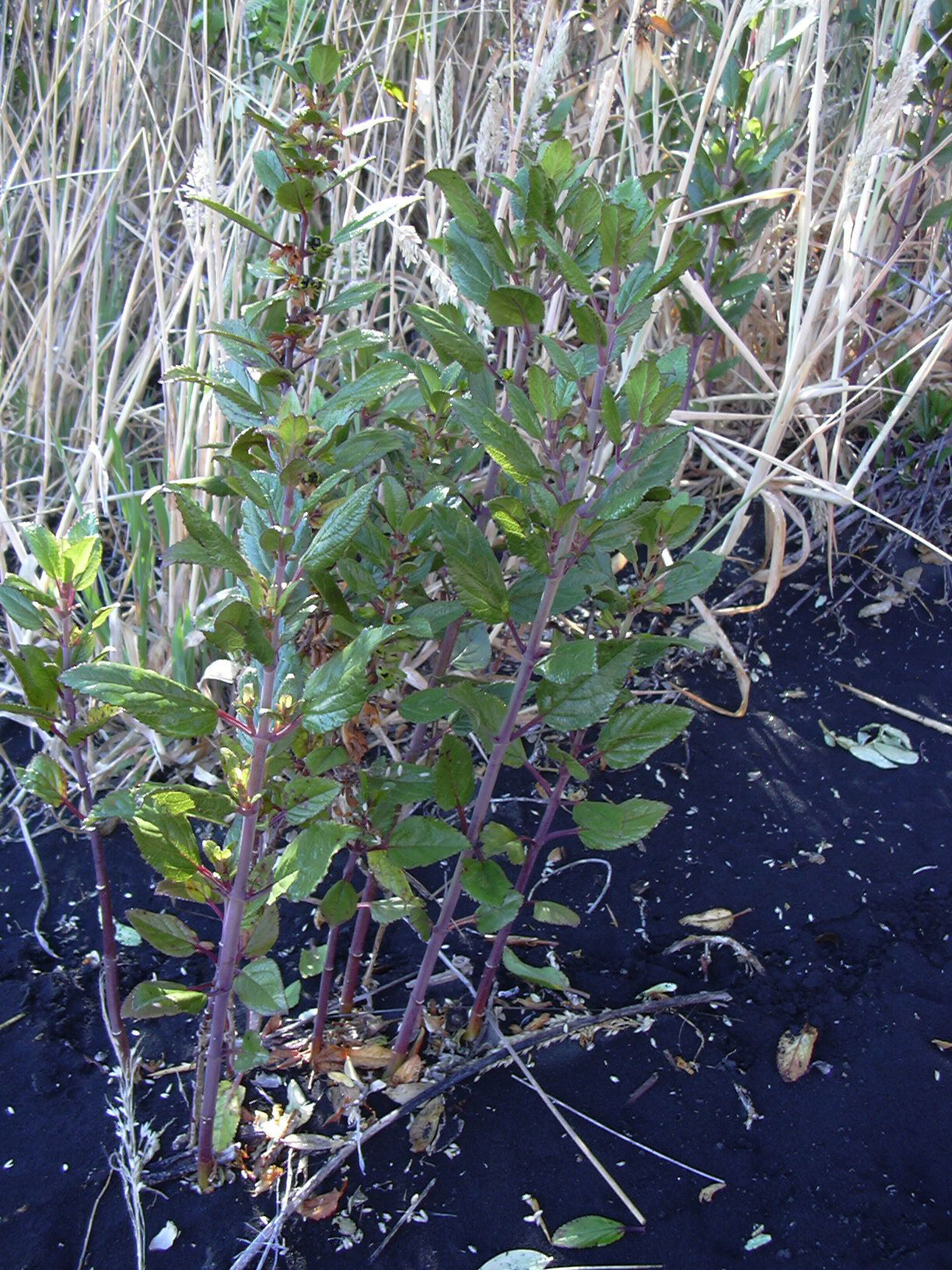
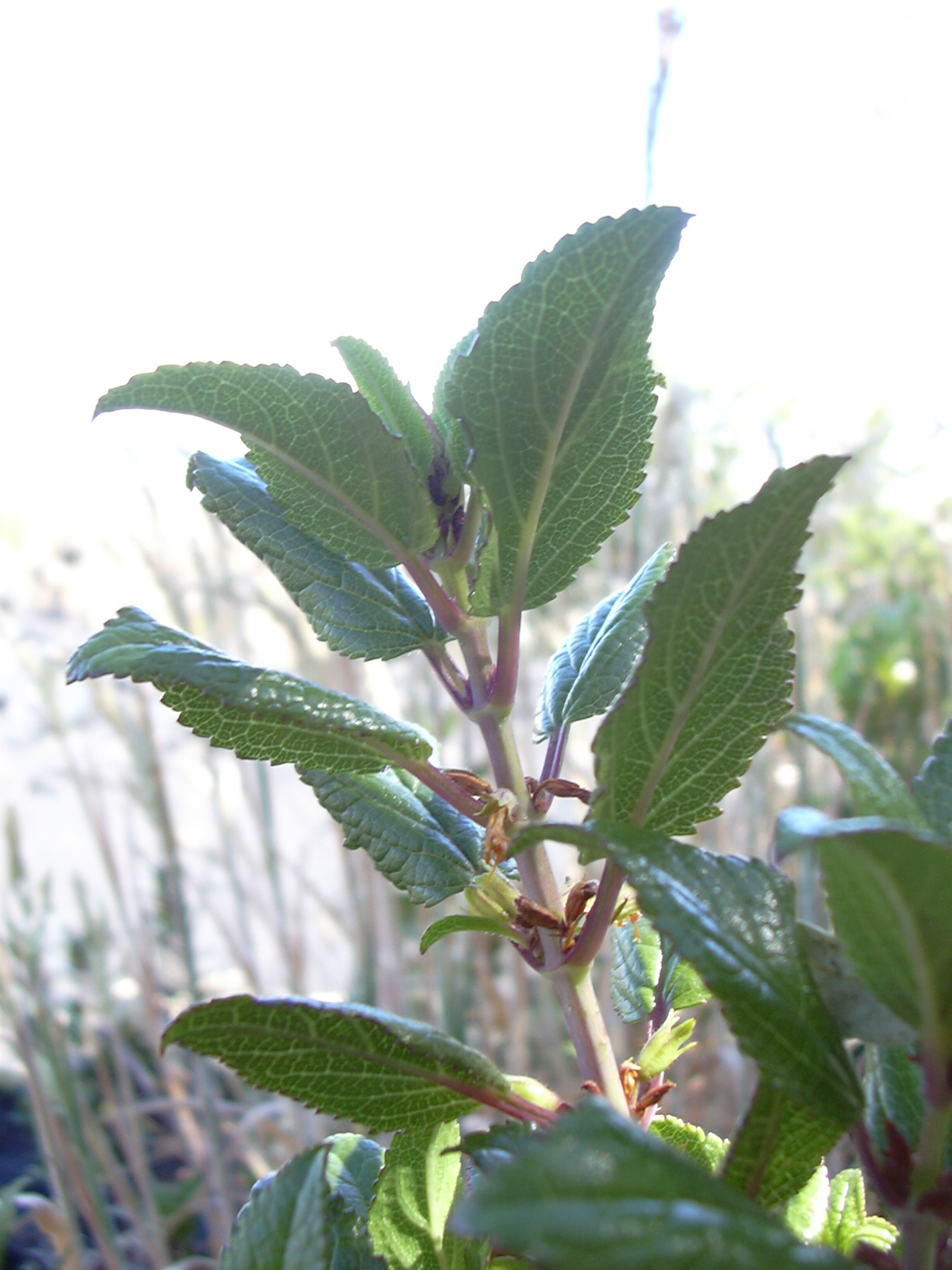
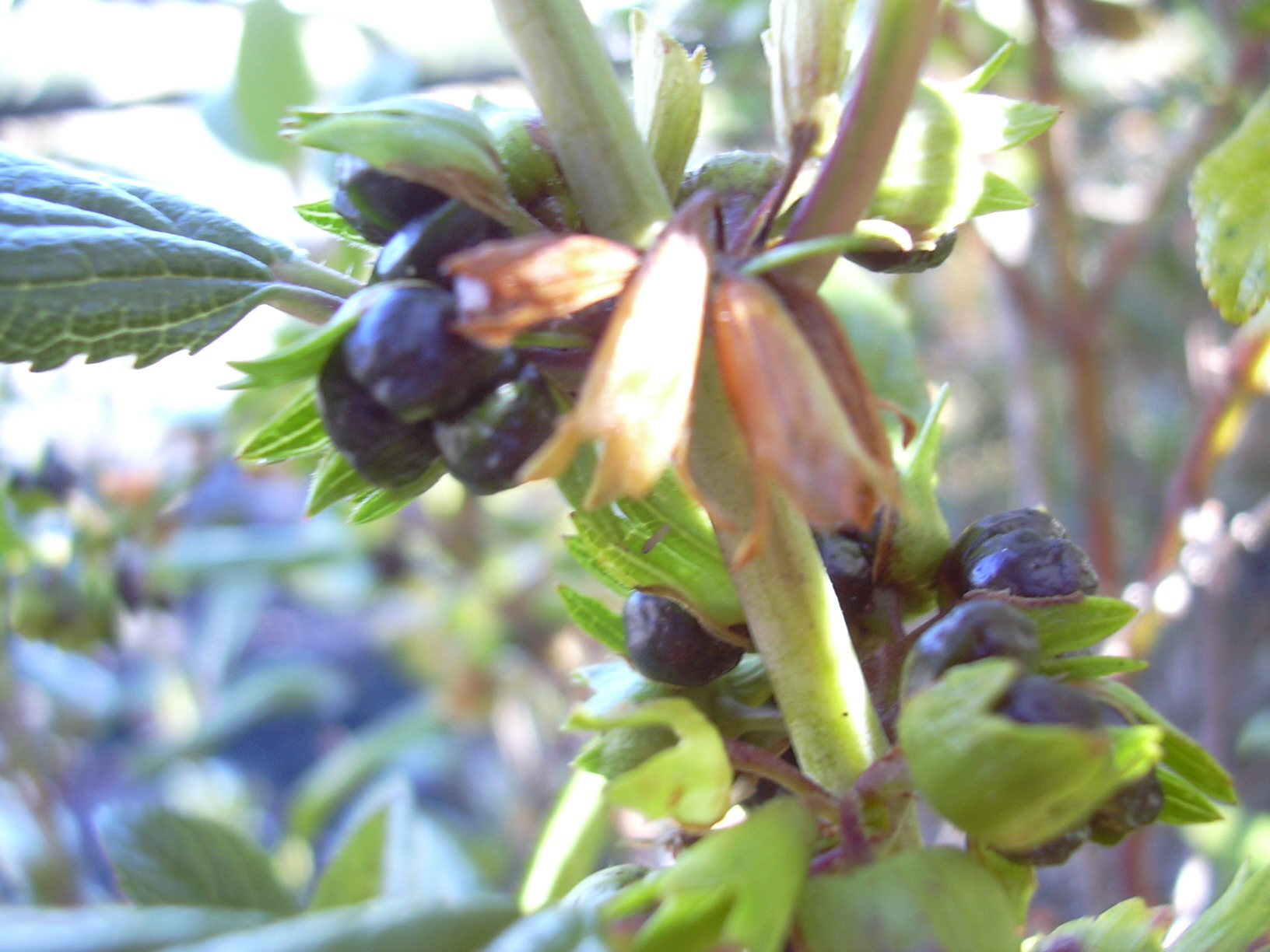
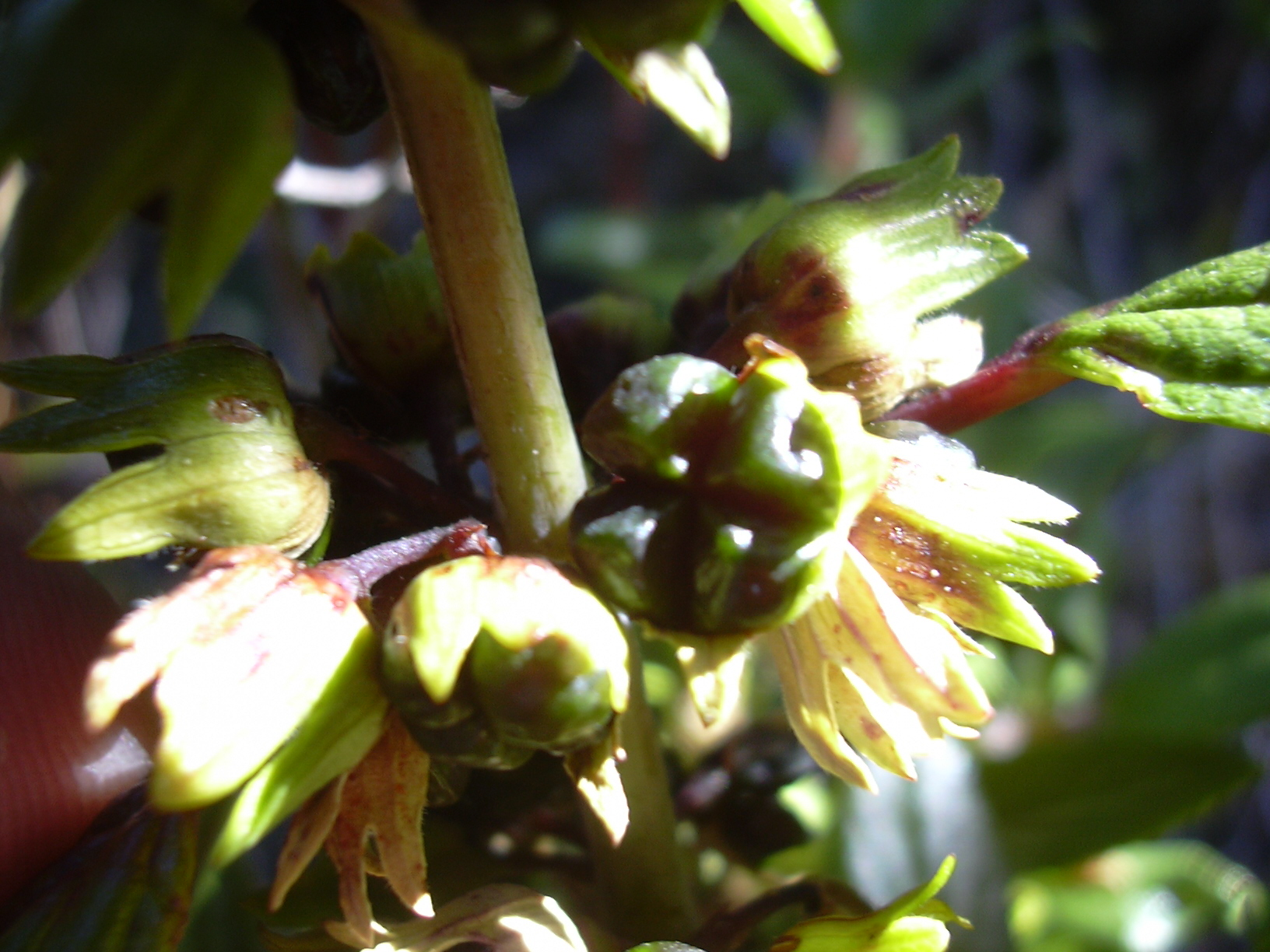